# Ribeira do Soldão
A Ribeira do Soldão é um curso de água português localizado no concelho das Lajes, ilha do Pico, arquipélago dos Açores.
Este curso de água, um dos mais extensos da ilha do Pico tem origem a uma cota de altitude de cerca de 890 metros, o que faz dele o curso de água com origem mais alta da ilha e dos Açores.
A sua bacia hidrográfica tem uma grande amplitude capetando águas desde a Lagoa do Capitão ao Cabeço do Sintrão, passando pelo Curral Queimado, e pelo Cabeço da Lavandeira, Brejos, parte do Bosque da Junqueira, o Cabeço da Cruz, o Cabeço do Silvado entre várias outras elevações.
O seu curso de água que desagua no Oceano Atlântico, fá-lo na costa da Ponta Grossa, próximo da localidade da Silveira depois de atravessar uma zona densamente florestada onde se encontra uma rica e variada floresta típica da macaronésia.